# Porbandar (Staat)

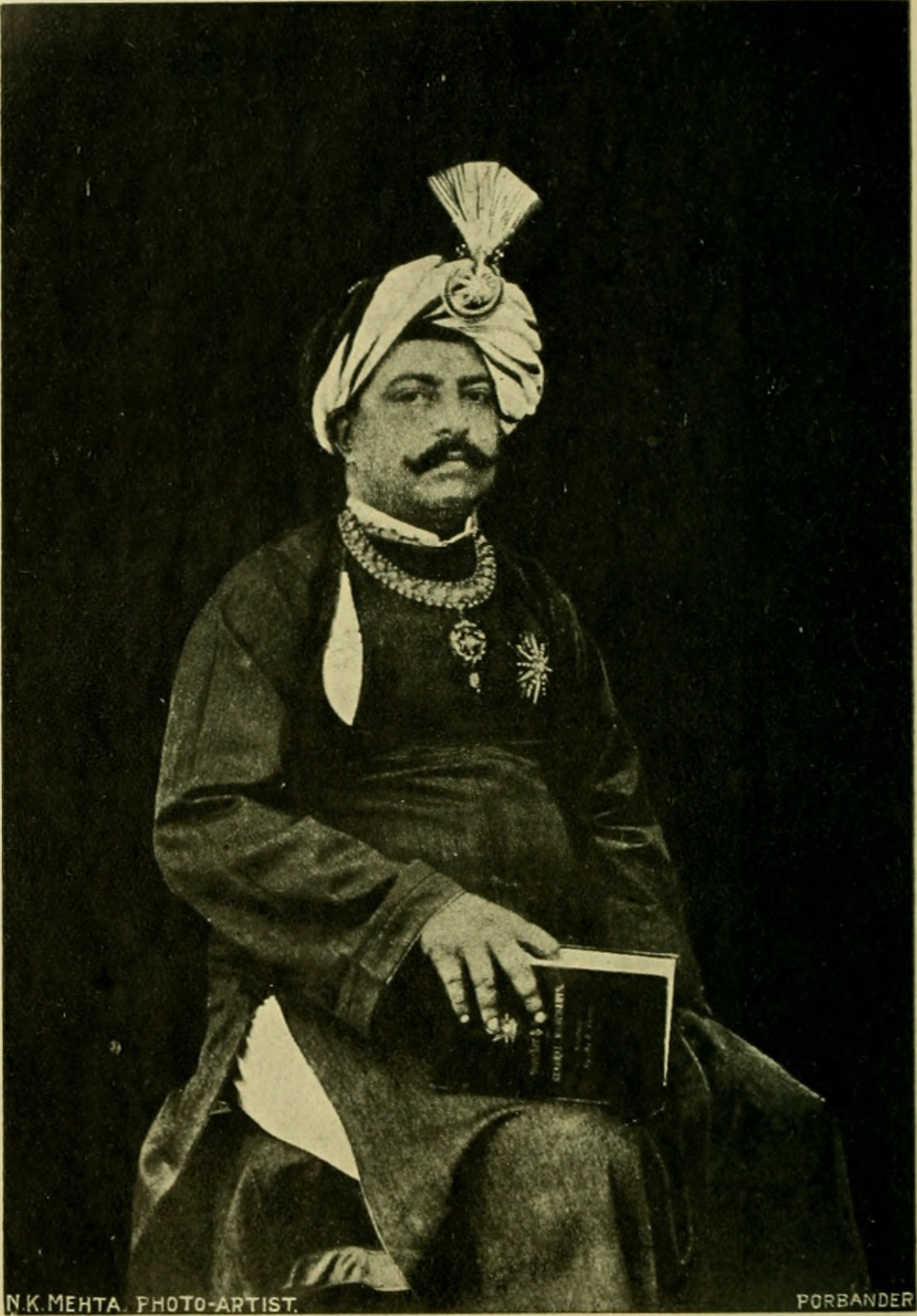
Bhavsinhji, Maharaja von Porbandar (um 1910)

Porbandar war ein Fürstenstaat Britisch-Indiens im Westen der Halbinsel Kathiawar im heutigen Bundesstaat Gujarat. Das Fürstentum wurde 1193 von einem aus Morvi vertriebenen Rajputen gegründet. Die aus Nawanagar stammende Jethwa-Dynastie regierte ab 1542. Hauptstädte waren ab 1307 Ranpur, ab 1574 Chhaya und ab 1785 Porbandar, das sie im Dienste der Großmoguln erworben hatten. Ende des 18. Jahrhunderts kam es im Verlauf der Marathenkriege unter die Oberhoheit des Peshwa und des Gaekwad von Baroda. Porbandar war von 1809 bis 1947 britisches Protektorat und hatte 1941 eine Fläche von ca. 1663 km² und ungefähr 130.000 Einwohner. Der Rana wurde 1918 zum Maharaja erhoben.
Am 15. August 1947 wurde Porbandar Mitglied des Staatenbundes Saurashtra und am 15. Februar 1948 vollzog es den Anschluss an Indien. Am 1. November 1956 wurden alle Fürstenstaaten aufgelöst und dem Bundesstaat Bombay einverleibt. Durch die Teilung von Bombay am 1. Mai 1960 kam Porbandar zu Gujarat.